# Herb Nottuln

Herb Nottuln

Herb Nottuln dwudzielny, dzielony w pas. W górnym, węższym złotym (żółtym) pasie trzy zielone orzechy laskowe z uciętymi łodygami skierowanymi w heraldycznie lewą stronę. W dolnym czerwonym polu siedząca na koniu postać świętego Marcina w zbroi prawą ręką przecinającego swój płaszcz trzymany w lewej, uniesionej ręce. Koń z uniesionymi prawymi nogami stąpa w  prawą stronę, święty Marcin odwraca się w stronę lewą. Pod koniem w pozycji stojącej zwrócony przodem do świętego, półnagi żebrak z wyciągniętymi w górę rękoma. Głowę świętego otacza nimb. Pod prawą jego ręką widoczna lewa noga. Postacie Marcina, żebraka i konia oraz szaty, miecz i uprząż srebrne (białe) z czarnymi obramowaniami.
Postać świętego nawiązuje do patrona miasta oraz miejscowego kościoła. Kult tego świętego ma długą tradycję przez istnienie Bractwa św. Marcina założonego w 1383r. oraz corocznie organizowane w listopadzie obchody (udokumentowane od 1622roku). 
Orzechy laskowe nawiązują do nazwy gminy. Terminy „Nuitlon“/„Nutlon“ odnoszą się do orzechów laskowych („Nusswald“/„Nussgehölz“).
Prawo do herbu gminie zostało przyznane w 1937 roku przez ówczesnego prezydenta prowincji Westfalia. Herb został zatwierdzony w lutym 1983.